# Église de Rautalampi
L'église de Rautalampi (en finnois : Rautalammin kirkko) est une église située à Rautalampi en Finlande,,. 

## Description
La construction de l'édifice commence en 1842.
L'édifice de style Empire est conçue par le fils de Carl Ludvig Engel, Carl Alexander Engel qui meurt à l'âge de 25 ans en 1843 et ne verra pas l'achèvement de l'église de Rautalampi.
Le retable, inauguré en 1940, est peint par  Väinö Hämäläinen,